# Арагао, Ренато
Анто́нио Рена́то Арага́о (порт. Antônio Renato Aragão, род. 13 января 1935, Собрал, Сеара) — бразильский актёр, комик, продюсер и сценарист. Наиболее известен по своей роли Диди в популярном сериале «Неудачливые бродяги», является лидером одноимённой комик-группы.

## Биография
Родился 13 января 1935 года в Собрале в семье среднего класса. Арагао был 8 ребёнком в семье. В возрасте 20 лет поступил в юридический университет. Но он не был до конца уверен в выборе своей профессии. Ренато был большим поклонником творчества Оскарито, и имел тайное желание стать комиком. На последний год учёбы устроился в банк, совмещая работу с написанием сценариев. По словам самого Антонио, он стыдился этого и скрывал от близких.

### Карьера
Впервые появился на телевидении в 1960-м году на телеканале TV Ceará. Ренато, решив, что его собственное имя не подходит персонажу, назвал его Диди (порт. Didi).
В 1964 году отправился в Рио-де-Жанейро для изучения режиссуры на телевидении. Но вскоре начал работать на «TV Tupi» над новым сериалом «A E I O URCA».
В 1966 был нанят TV Excelsior для участия в «Adoráveis Trapalhões». В состав которого входили первые участники «Бродяг».
В 1972 году дебютировала программа под названием «Os Insociáveis» на TV Record. В 1974 шоу перешло на TV Tupi, Ренато сменил название на «Os Trapalhões» («Неудачливые бродяги») и основал одноимённую комик-группу.